# هاني بروس
هاني بروس (بالإنجليزية: Honey Harlow)‏ هي راقصة أمريكية، ولدت في 15 أغسطس 1927 في مانيلا في الولايات المتحدة، وتوفيت في 12 سبتمبر 2005 في هونولولو في الولايات المتحدة.

## وصلات خارجية
- هاني بروس على موقع IMDb (الإنجليزية)
- هاني بروس على موقع قاعدة بيانات الفيلم (الإنجليزية)